# Synchronet
Synchronet es un paquete de software multiplataforma para BBS, actualmente portado para Microsoft Windows, Linux, y variantes de BSD. Versiones pasadas sólo corrían en MS-DOS y OS/2, pero el soporte de éstas plataformas fue dejado en las versiones recientes.

## Desarrollo Actual
Synchronet está bajo constantes mejoras y actualmente se está moviendo hacia las versiones finales de la serie 3.x. Después de una versión estable de 3.x, el desarrollo será enfocado hacia la nueva serie 4.x con los ojos en remover limitaciones obsoletas del sistema. El soporte para procesadores Big endian está bastante completo (actualmente en el CVS) y fue iniciado el soporte para Mac OS X. Desde que Apple se está moviendo a procesadores Intel, es una meta con menos presión. 
Sin embargo como uno de los desarrolladores posee un sistema SPARC, se espera que corra en (al menos) Solaris/SPARC, Linux/SPARC, y FreeBSD/SPARC. Como en éstos sistemas se tiene un uso diferente del soporte de 64-bit, se espera ayuda para portarlos a las arquitecturas ia64 y AMD64. De todas formas, hasta ahora nadie ha comenzado el esfuerzo del port a ia64/AMD64.